# بورگ

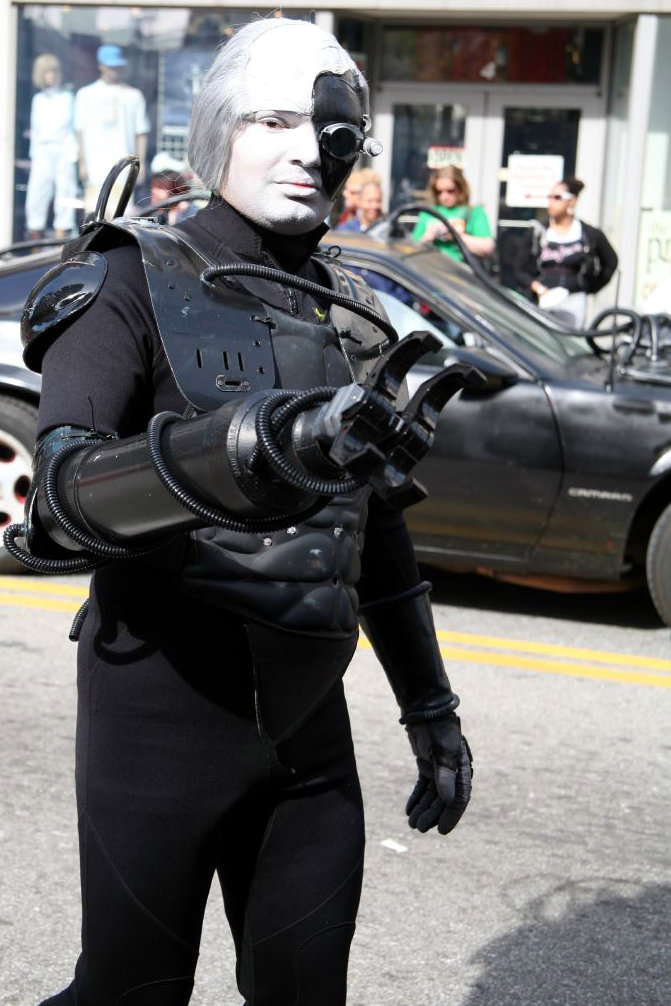
فردی که لباسی مشابه بورگ‌ها به تن کرده.

بورگ (Borg) جامعه‌ای تخیلی از انسان‌نماهای سایبرنتیک در سریال تلویزیونی پیشتازان فضا است. خاستگاه بورگ‌ها ربع دلتا، یکی از چهار بخش کهکشان راه شیری، است ولی در مسیر گسترش خود تعداد بی‌شماری از دیگر نژادها را در جامعه خود استحاله کرده‌اند. استحاله اجباری و هم‌گون‌سازی دیگر جوامع به صورت بورگ از ویژگی‌های اصلی بورگ‌ها است.
بورگ‌ها در برخورد با دیگر نژادها، با تزریق ابزارهای میکروسکوپی به نام «ریزکاونده» nanoprobe به بدن آن‌ها باعث اتصال مغز افراد این نژادها با جامعه خود می‌شوند. جامعه بورگ‌ها «انبوهه» the Collective و اصطلاحاً کندو the hive نام دارد و افراد هم‌گون‌سازی‌شده به «ذهن کندو» متصل می‌شوند.
هدف نهایی بورگ‌ها دست‌یابی به بی‌عیبی و «کمال» است.
بورگ‌ها اولین بار در مجموعه «پیشتازان فضا: نسل بعدی» از این سریال دیده می‌شوند.
بورگ‌ها به صورت یک مجموعه به‌هم‌پیوسته عمل می‌کنند و هر یک از آن‌ها اراده شخصی از خود ندارد. هر یک از بورگ‌ها با بقیه بورگ‌ها متصل است و فکری مشابه بقیه دارد. هر بورگ تجربیات خود را در اختیار تمامی بورگ‌های دیگر می‌گذارد و بنابراین بورگ‌ها موفق می‌شوند خود را به سرعت با هر شرایط جدیدی سازگار کنند. یکی از تکیه‌کلام‌های اصلی بورگ‌ها هم در رویارویی با مشکلات این است که «سازگار می‌شوم».

## هم‌گون‌سازی
بورگ‌ها همه‌کس را همگون‌سازی نمی‌کنند و در مسیر رسیدن به کمال تنها افراد یا نژادهایی را که می‌توانند به تکمیل جامعه‌شان کمک کنند را در خود حل می‌کنند. این گزینش هم بیشتر بر پایه دستاورهای فناورانه هر نژاد یا گروه انجام می‌شود. زمانی که توجه بورگ‌ها به گروهی جلب شد یک یا چند ناو فضایی را به سوی آن‌ها فرستاده و پیامی با این مضمون را برای آن‌ها ارسال می‌کنند:
ما بورگ هستیم. سپر خود را برچیده و ناوتان را تسلیم کنید. ما شاخصه‌های متفاوت زیستی و فناورانه شما را به خود می‌افزاییم. فرهنگ شما برای خدمت به ما تطبیق پیدا خواهد کرد. مقاومت بی‌نتیجه است.
هم‌گون‌سازی در جامعه بورگ روندی قابل برگشت است و اگر فرد مستحیل‌شده زمانی طولانی از انبوهه دور بماند قادر خواهد بود روح و روان اصلی خودش را بازیابد. حذف هویت بورگ از شخص با حمله‌های عصبی و ترس و هراس، و احساس ناآرامی شدید همراه است. این حمله‌های عصبی، ناخودآگاه فرد را تحریک و بیدار می‌کند. دو نمونه از کسانی که پیش از این بورگ شده اما بعداً دوباره ماهیت اصلی خود را بازیافته‌اند سون آو ناین Seven of Nine و ژان لوک پیکارد هستند.